# Nationaal park Slowaaks Paradijs
Het Nationaal park Slowaaks Paradijs (Slowaaks: Národný park Slovenský raj) is een nationaal park in Slowakije. Het park beslaat een oppervlakte van 197,63 km². Daarnaast is er een bufferzone van 130,11 km².
Het park ligt in het Slowaaks Ertsgebergte (Slovenské rudohorie) in de westelijke Karpaten tussen de plaatsen Spišská Nová Ves en Dobšiná, dertig kilometer ten zuiden van de Hoge Tatra.
Het park is bekend door zijn watervallen en kloven. Er zijn wandelroutes uitgezet, bij sommige watervallen dienen daarvoor ladders gebruikt te worden.